# Sweety (日本の歌手グループ)
Sweety（スウィーティー）は、かつて活動していた日本の女性アイドルグループ。
ホーリーピークボイスアクターズスクールの4期生から選ばれ結成された3人組ユニット。メンバー全員が声優としても活動をしている。ユニバーサル・ミュージックに所属していた。
現在は高木と竹之内がホーリーピークを退所しており、2015年頃から活動が見られないため、正式な発表はされていないが現在は解散・休止状態である。

## メンバー
長谷川唯（はせがわ ゆい、10月16日 - ）
出身地：神奈川県、趣味：お寺巡り、血液型：AB型、好きな食べ物：りんご
高木友梨香（たかぎ ゆりか、1月12日 - ）
出身地：新潟県、趣味：天体観測、血液型：AB型、好きな食べ物：種なしぶどう
竹之内彩（たけのうち さやか、6月3日 - ）
出身地：東京都、趣味：コスプレ、血液型：O型、好きな食べ物：パイナップル

## ディスコグラフィ

### シングル
| 枚       | 発売日        | タイトル                       | 規格品番   | 規格品番   | 最高位 |
| 枚       | 発売日        | タイトル                       | 初回限定盤 | 通常盤     | 最高位 |
| -------- | ------------- | ------------------------------ | ---------- | ---------- | ------ |
| 1st      | 2012年5月30日 | UNLUCKY GIRL!!                 | UMCA-59005 | UMCA-50016 | 76位   |
| 2nd      | 2012年8月8日  | back into my world             | UMCA-59007 | UMCA-50021 | 142位  |
| 3rd      | 2013年2月27日 | キャンディーテレポーテーション | UMCA-59012 | UMCA-50029 | 圏外   |
| 配信限定 | 2013年6月12日 | My line                        | -          | -          | -      |

### タイアップ
| 楽曲                           | タイアップ |
| ------------------------------ | --- |
| UNLUCKY GIRL!!                 | テレビアニメ『戦国コレクション』前期エンディングテーマ                                                           |
| back into my world             | テレビアニメ『戦国コレクション』後期オープニングテーマ                                                           |
| キャンディーテレポーテーション | 超!A&G+『A&G ARTIST ZONE 2h』1月度エンディングテーマ テレビ東京系『アニソンぷらす』2013年2月度オープニングテーマ |

## 出演

### テレビアニメ
- 戦国コレクション（2012年、三巫女）

### ラジオ
- 戦コレラジオ「小悪魔王・大久保瑠美の天下布武」（音泉：2012年3月23日 - 6月8日）コーナーアシスタント[2]
- 戦コレラジオ 小悪魔王・大久保瑠美の天下布武第弐幕（音泉：2012年8月2日 - 2013年1月10日）コーナーアシスタント[3]

### ライブ
- アニROCK★2012 OPEN WATER 田村直美祭り！（2012年7月16日、SHIBUYA O-EAST）
- Sweetyライブ（2012年12月15日、SHIBUYA BOXX）
- 姫の音楽祭～春のスペシャルライブ～（2014年5月11日、ソフマップ1号店イベントスペース）

### Web配信
- Sweetyの『Sweetすたでぃタイム♡』（2012年8月9日[4] - 2014年1月14日[5]（不定期）、ニコニコ生放送(ホーリーピークチャンネル)）